# 龙讷堡 (图林根州)
龙讷堡（德語：Ronneburg，發音：[ˈʁɔnəˌbʊʁk] ⓘ）是德国图林根州格赖茨县的城市，面积19.13平方千米，2023年12月31日人口为5,098人。